# Приказна гора
Приказна гора е градски парк в град Раковски.

## Местонахождение
Парк „Приказната гора“ се намира в град Раковски между кварталите „Секирово“ и „Генерал Николаево“ до стадион „Г. Ст. Раковски“.

## История
През 1985 година по времето на управлението на кмета Иван Лачев между кварталите „Секирово“ и „Генерал Николаево“ на град Раковски югоизточно от шосето, което ги свързва, започва залесяването на площ от 200 дка с широколистни фиданки с намерението да се формира бъдещ градски парк. В разсаждане на дръвчетата са привлечени основно служители на общинската администрация и доброволци от предприятията в града. След политическите промени през 1989 г. и започналата реституция на земеделска земя част от дърветата на парка са незаконно изсечени от наследници на бивши собственици на площи в тази местност с амбициите земите им да бъдат върнати на площите на парка.
През 2013 г. в парка са изградени велоалеи, детска площадка със специална настилка, улички с пешеходни пътеки и пътни знаци за деца и зона за уличен фитнес.
След изграждането на Паметник на загиналите във войните за национално обединение на България от град Раковски през 2018 г. в съседство до парка в зоните на изсечените дървета започват да се засаждат фиданки от дъб, с което се поставя началото на формиране на „Гора на мъртвите герои“. Амбицията е да се засадят 230 дървета, колкото е броят на загиналите войници, подофицери и офицери от кварталите на града във войните за национално обединение на България. През пролетта на 2019 г. в парка е посадена фиданка от най-старото дърво в България – от вида летен дъб, поникнал през 334 или 335 г. в село Гранит.
През лятото на 2019 г. в парка в съседство до стадион „Г. Ст. Раковски“ започва формирането на детския кът „Приказната гора“. Първоначално идеята е детският кът да включва герои и елементи от американски и руски детски филмчета, но общинарите се спират на българските народни приказки. Тогава са изградени сцени от първите три приказки: „Дядовата ръкавичка“, „Косе Босе“ и „Житената питка“. По-късно са изградени сцени от още седем приказки и разкази. Всеки кът има табела със самата приказка, фигури в реални размери на персонажи и атрибути от разказите.
През август 2023 г. в парка е открита нова атракция, повлияна от новите седем чудеса на света. Тя представя умалени макети на известни забележителности от световното културно наследство. Автор на макетите е Ивайло Билалов, а идеята е негова и на кмета на град Раковски – Павел Гуджеров. Материалът за изграждането им е биоразградим и с растителен произход. За създаването на макетите е използван методът на триизмерния печат. Преди 1 юни 2024 г. към детския кът да добавени сцени от други две приказки -  „Най-скъпоценния плод“ и „Лисицата и щъркелът“.
С формирането на приказния кът в градския парк паркът започва да става място за отбелязване на детския празник – 1 юни и други детски забавления като Хелоуин. Жителите на града постепенно започват да наричат градския парк с наименованието Приказната гора.

## Списък на приказките с външни препратки
1. „Дядовата ръкавичка“
2. „Косе Босе“
3. „Житената питка“
4. „Тримата братя и златната ябълка“
5. „Старият елен и малкото еленче“
6. „Дядо вади ряпа“
7. „Кума Лиса и Ежко Бежко“
8. „Неволята“
9. „Лоша дума“
10. „Серафим“
11. „Най-скъпоценния плод“
12. „Лисицата и щъркелът“

## Списък на макетите на световни забележителности в парка
1. Статуята на Христос в Рио Де Жанейро
2. Пирамидата на Кукулкан в Мексико
3. Мачу Пикчу в Перу
4. Петра в Йордания
5. Колизеумът в Рим
6. Тадж Махал в Индия
7. Великата стена в Китай

## Галерия
- Сцена от приказката „Дядо вади ряпа“
- Сцена от приказката „Дядовата ръкавичка“
- Сцена от приказката „Житената питка“